# Miguel Ángel Serna
Miguel Ángel Serna Oliveira (Santander, Cantabria, 1953) es un ingeniero, catedrático y político español. Fue consejero de Educación, Cultura y Deporte del Gobierno de Cantabria desde junio de 2011 hasta septiembre de 2015.
Ingeniero de Caminos por la Universidad de Cantabria y doctor ingeniero de Caminos por la Universidad Politécnica de Madrid. Entre las responsabilidades que ha desempeñado están las de profesor visitante de la Universidad de Northwestern (Illinois, EE. UU.), Universidad de California en Berkeley (California, EE. UU.), Universidad de California en Irvine (California, EE. UU.) y Universidad de Piura (Perú), coordinador de ingeniería del Programa Piloto ECTS, siendo nombrado para este cargo por la Comisión Europea, subdirector general del Centro de Estudios e Investigaciones Técnicas de Guipúzcoa (CEIT), director del Instituto de Ingeniería Civil de Tecnun (Campus Tecnológico de la Universidad de Navarra en San Sebastián), vicerrector de Relaciones Institucionales de la Universidad de Cantabria, catedrático de la Escuela Técnica Superior de Ingenieros de Caminos, Canales y Puertos de Santander, donde desempeñó el cargo de director del Departamento de Ciencias Aplicadas a la Ingeniería y primer gerente de la Fundación Leonardo Torres-Quevedo. 
En 2011 fue nombrado por el presidente del Gobierno de Cantabria, Ignacio Diego, Consejero de Educación, Cultura y Deporte.
| Predecesor: Eva Díaz Tezanos (Educación) Francisco Javier Lopez Marcano (Cultura, Turismo y Deporte) | Archivo:Escudo de Cantabria (ficial).svg · Consejero de Educación, Cultura y Deporte de Cantabria · 2011-2015 | Sucesor: Ramón Ruiz |